# 박현출
박현출(朴玄出, 1956년 ~ )은 대한민국의 공무원이다. 본관은 무안이며, 전라남도 무안군 출신이다.

## 학력
- 1973년 : 목포고등학교
- 1980년 : 단국대학교 법학 학사
- 1982년 : 단국대학교 대학원 석사
- 1989년 : 마드리드콤플루텐세대학교 대학교

## 경력
- 1982 : 제25회 행정고시 합격
- 농림부 협동조합과장
- 1999.10 : 농림부 축산국장
- 2005.05 : 농림부 농업정책국장
- 2008.01 : 제17대 대통령직인수위원회 제2분과 전문위원
- 2009.02 ~ 2009.04 : 농림수산식품부 기획조정관
- 2009.04 ~ 2010.10 : 농림수산식품부 식품산업정책실장
- 2010.10 ~ 2011.12 : 농림수산식품부 기획조정실장
- 2011.12 ~ 2013.03 : 제24대 농촌진흥청장
- 2013.08 : 단국대학교 생명자원과학대학 초빙교수
- 2015.04 ~ 2018.09 : 제15대 서울특별시농수산식품공사 사장
- 2019.03 ~ : 한국스마트팜산업협회 회장
- 농어업의힘 포럼 위원

## 수상
- 1991년 : 대통령표창
- 2002년 : 홍조근정훈장

| 전임 민승규 | 제24대 농촌진흥청장 2011년 12월 31일 ~ 2013년 3월 14일 | 후임 이양호 |